# Heinz Guderian
Heinz Wilhelm Guderian (17. června 1888 Kulm – 14. května 1954 Schwangau), pro svůj agresivní a vysoce efektivní styl vedení jednotek známý jako „Schneller Heinz“ – „Rychlý Heinz“, byl německý vojenský teoretik a generál tankových vojsk.

## Životopis
Byl synem pruského generálporučíka Friedricha Guderiana a jeho manželky Irthy Ottilie, rozené  Kirchhoffové. V roce 1913 se v Goslaru oženil s Margarethe Goerne. Měli spolu dva syny, Heinze Günthera (1914–2004) a Kurta Bernharda (1918–1984). Oba jeho synové byli činní v německé armádě.
Jednalo se o hlavního tvůrce tankové doktríny německé armády i teorie blitzkriegu. Jeho kniha Achtung! Panzer! z roku 1937 je dosud považována ze jednu ze základních učebnic taktických a strategických zásad úlohy tankových jednotek v koordinaci s mobilním dělostřelectvem a motorizovanou pěchotou podpořenou letectvem. Tato seskupení rychle útočících formací, se stala jádrem wehrmachtu v moderní válce, ve které dokázala provést hluboké průlomy a obklíčení velkých území nepřátelských vojsk. Guderian byl zpočátku velitelem tankového sboru (Invaze do Polska, Invaze do Francie), posléze tankové armády (Operace Barbarossa). Během úspěšného tažení a pronásledování britských expedičních vojsk u Dunkerque mu samotný Hitler nedovolil zničit beznadějně ustupujícího nepřítele k pobřeží Atlantiku. Jeho taktika Blitzkriegu se však nejvíce osvědčila při napadení Sovětského svazu a způsobila Rudé armádě obrovské materiální a lidské ztráty.

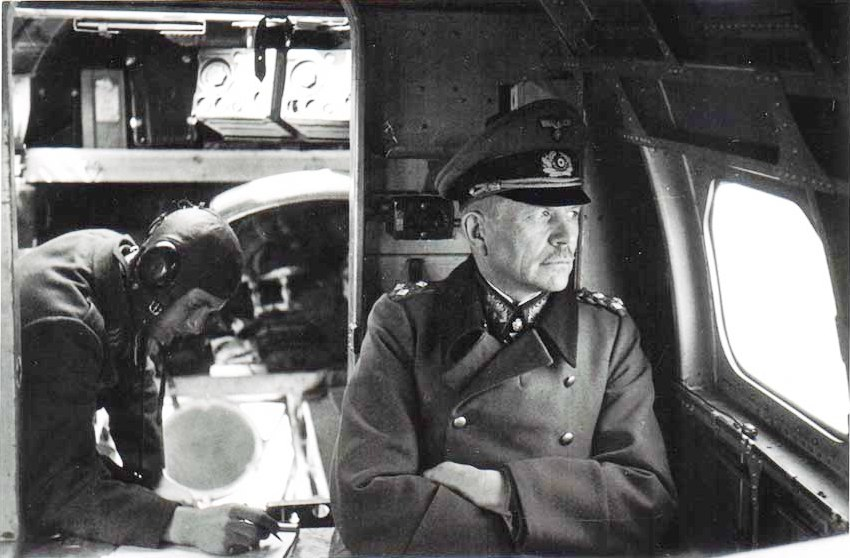
Guderian při cestě na východní frontu, 1943

Během tohoto ruského tažení se však naplno projevily jeho typické spory s nadřízenými. Guderian byl mimo jiné jedinečný tím, s jakou vynalézavostí dokázal mistrně obcházet či přímo ignorovat rozkazy vrchního velení. Po neúspěchu wehrmachtu dobýt hlavní ruskou metropoli Moskvu, se Guderian dostal do vůdcovy nevole. Dne 25. prosince 1941 byl odvolán společně s vrchním velitelem pozemního vojska Waltherem von Brauchitsch. Adolf Hitler se stal od této doby vrchním velitelem všech vojenských sil Německa a Heinz Guderian byl převelen do rezervy OKH pro ignorování Hitlerových rozkazů zakazujících ústup. Byl přesvědčen, že viníkem jeho odvolání byla pomluva polního maršála Günthera von Kluge, který tak chtěl zamaskovat své některé velitelské chyby. Guderian dokonce vyzval Klugeho na osobní souboj, který však Adolf Hitler zakázal.
1. března 1943 byl znovu povolán do služby jako generální inspektor tankových vojsk a měl na starost dohled nad vývojem, výrobou a výcvikem obrněných jednotek. Na rozdíl od Hitlera, který preferoval technické novinky,[zdroj?] Guderian dával přednost jednodušším, lehčím a pohyblivým panzerům s dostatečným dojezdem. Od 21. července 1944 do 28. března 1945 byl náčelníkem generálního štábu pozemních vojsk (OKH). Po ostrých sporech s Hitlerem, které neustávaly a byly čím dál víc vyhrocenější, obdržel od vůdce rozkaz, aby rezignoval „ze zdravotních důvodů“.

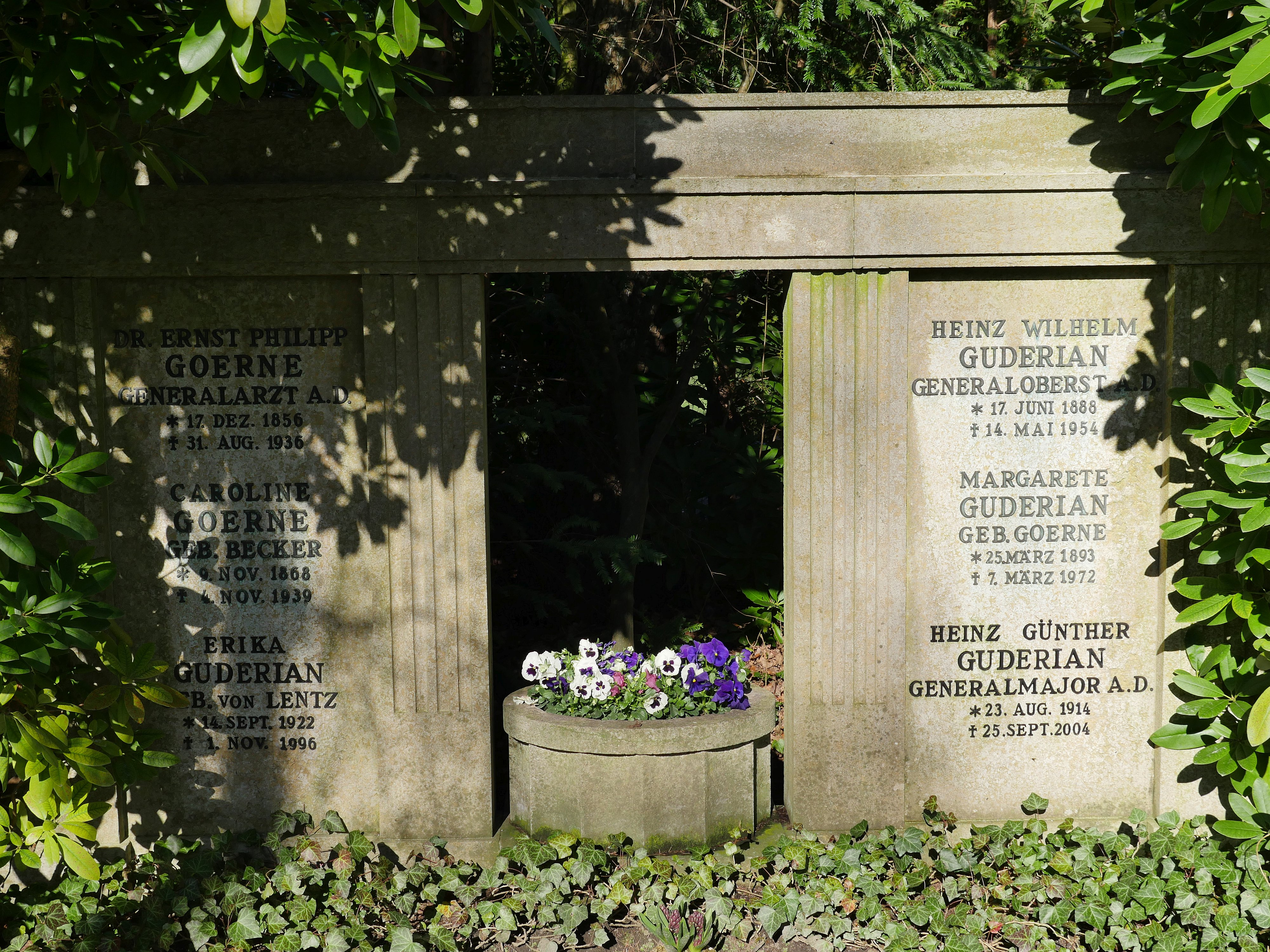
Rodinný hrob v Goslaru

Po válce žil tři roky v americkém zajetí v Rakousku, nebyl však obžalován z válečných zločinů a nebyl předvolán před Norimberský tribunál, přestože v této věci intervenovali zejména Poláci a Sověti. Byl to mimořádně schopný generál, patrně jeden z nejlepších německých vojevůdců celého období války, ale neobdržel nikdy hodnost polního maršála. Na sklonku života vydal knihu Erinnerungen eines Soldaten (v České republice vyšlo jako Vzpomínky generála), kde popisuje své zkušenosti s činností ve wehrmachtu. Zemřel v bavorském Schwangau roku 1954.

## Vyznamenání
- Železný kříž, II. třídy, udělen 17. 9. 1914
- Železný kříž, I. třídy, udělen 8. 11. 1916
- Železný kříž, Spona 1939 k Železnému kříži 1914 II. třídy, udělena 5. 9. 1939
- Železný kříž, Spona 1939 k Železnému kříži 1914 I. třídy, udělena 13. 9. 1939
- Rytířský kříž Železného kříže, udělen 27. 10. 1939
- Rytířský kříž Železného kříže, s dubovou ratolesti, udělen 17. 7. 1941 (24. držitel)
- Odznak za tankový boj[1], III. stupeň – stříbrný